# Flèche brabançonne féminine 2024
La 7e édition de la Flèche brabançonne féminine a lieu le 10 avril 2024. Elle se fait partie du calendrier UCI en catégorie 1.Pro. Elle est remportée par l'Italienne Elisa Longo Borghini.

## Présentation

### Équipes
| UCI Women's WorldTeams (13)- AG Insurance-Soudal Team - Canyon-SRAM Racing - FDJ-Suez - Fenix-Deceuninck - Human Powered Health - Lidl-Trek - Liv AlUla Jayco - Movistar Team - Roland - Team DSM-Firmenich PostNL - SD Worx-Protime - UAE Team ADQ - Uno-X Mobility Équipes féminines continentales (11)- Bepink-Bongioanni - Chevalmeire - Cofidis - EF Education-Cannondale - Hess Cycling Team - Komugi-Grand Est - Lifeplus Wahoo - Lotto Dstny Ladies - Proximus-Cyclis CT - Team Coop-Repsol - VolkerWessels |
| |

## Récit de la course
Au bout de 40 km, un quatuor d'échappées de forme avec : Coryn Labecki, Karin Söderqvist, Laura Molenaar et Emily Watts. À kilomètres soixante-cinq de la ligne, Demi Vollering accélère et provoque une première sélection. À quarante kilomètres de la fin, Sofia Bertizzolo et Alessia Vigilia opèrent la jonction avec le groupe de tête. Derrière, Shirin van Anrooij et Elisa Longo Borghini attaquent à tour de rôle dans la Moskesstraat. Demi Vollering neutralise cette action. Dans S-Bocht Overijse, cette dernière hausse le rythme et décroche certaines coureuses du groupe de tête. L'échappée est reprise. Dans Holstheide, à huit kilomètres de l'arrivée, Elisa Longo Borghini place une attaque décisive. Demi Vollering est distancée et finit deuxième. Alexandra Manly règle le groupe de poursuite.

## Classements

### Classement final
| \| Classement général \| Classement général \| Classement général \| Classement général \| Classement général \| \| Coureuse \| Coureuse \| Pays \| Équipe \| Temps \| \| ------------------ \| --------------------- \| ------------------ \| ------------------------- \| ------------------ \| \| 1re \| Elisa Longo Borghini \| Italie \| Lidl-Trek \| 3 h 26 min 18 s \| \| 2e \| Demi Vollering \| Pays-Bas \| SD Worx-Protime \| + 41 s \| \| 3e \| Alexandra Manly \| Australie \| Liv AlUla Jayco \| + 1 min 06 s \| \| 4e \| Femke Gerritse \| Pays-Bas \| SD Worx-Protime \| + 1 min 06 s \| \| 5e \| Shirin van Anrooij \| Pays-Bas \| Lidl-Trek \| + 1 min 06 s \| \| 6e \| Amber Kraak \| Pays-Bas \| FDJ-Suez \| + 1 min 06 s \| \| 7e \| Eleonora Ciabocco \| Italie \| Team dsm-firmenich PostNL \| + 1 min 06 s \| \| 8e \| Justine Ghekiere \| Belgique \| AG Insurance-Soudal Team \| + 1 min 06 s \| \| 9e \| Yara Kastelijn \| Pays-Bas \| Fenix-Deceuninck \| + 1 min 06 s \| \| 10e \| Margot Vanpachtenbeke \| Belgique \| VolkerWessels \| + 1 min 06 s \| |                       |           |                           |                 |
| |                       |           |                           |                 |
| Source : ProCyclingStats |                       |           |                           |                 |
| Classement général |                       |           |                           |                 |
| Coureuse | Coureuse              | Pays      | Équipe                    | Temps           |
| 1re | Elisa Longo Borghini  | Italie    | Lidl-Trek                 | 3 h 26 min 18 s |
| 2e | Demi Vollering        | Pays-Bas  | SD Worx-Protime           | + 41 s          |
| 3e | Alexandra Manly       | Australie | Liv AlUla Jayco           | + 1 min 06 s    |
| 4e | Femke Gerritse        | Pays-Bas  | SD Worx-Protime           | + 1 min 06 s    |
| 5e | Shirin van Anrooij    | Pays-Bas  | Lidl-Trek                 | + 1 min 06 s    |
| 6e | Amber Kraak           | Pays-Bas  | FDJ-Suez                  | + 1 min 06 s    |
| 7e | Eleonora Ciabocco     | Italie    | Team dsm-firmenich PostNL | + 1 min 06 s    |
| 8e | Justine Ghekiere      | Belgique  | AG Insurance-Soudal Team  | + 1 min 06 s    |
| 9e | Yara Kastelijn        | Pays-Bas  | Fenix-Deceuninck          | + 1 min 06 s    |
| 10e | Margot Vanpachtenbeke | Belgique  | VolkerWessels             | + 1 min 06 s    |

### Points UCI
| Position           | 1er | 2e  | 3e  | 4e  | 5e | 6e | 7e | 8e | 9e | 10e | 11e | 12e | 13e | 14e | 15e | 16e à 25e |
| Classement général | 200 | 150 | 125 | 100 | 85 | 70 | 60 | 50 | 40 | 35  | 30  | 25  | 20  | 15  | 10  | 5         |

## Liste des participants
| Légende | Légende                                                                    | Légende | Légende                                                    |
| ------- | -------------------------------------------------------------------------- | ------- | ---------------------------------------------------------- |
| Num     | Dossard de départ porté par le coureur sur cette Flèche brabançonne        | Pos     | Position à l'arrivée de la course                          |
|         | Indique un maillot de champion national ou mondial, suivi de sa spécialité | NP      | Indique un coureur qui n'a pas pris le départ de la course |
| AB      | Indique un coureur qui n'a pas terminé la course                           | HD      | Indique un coureur qui a terminé la course hors des délais |

| UAE Team ADQ UAD | UAE Team ADQ UAD          | UAE Team ADQ UAD |
| ---------------- | ------------------------- | ---------------- |
| Num              | Coureuse                  | Pos              |
| 1                | Alena Amialiusik (BLR)    | 46e              |
| 2                | Sofia Bertizzolo (ITA)    | 53e              |
| 3                | Eleonora Gasparrini (ITA) | 13e              |
| 4                | Mikayla Harvey (NZL)      | 52e              |
| 5                | Alena Ivanchenko (RUS)    | 68e              |

| SD Worx-Protime SDW | SD Worx-Protime SDW            | SD Worx-Protime SDW |
| ------------------- | ------------------------------ | ------------------- |
| Num                 | Coureuse                       | Pos                 |
| 11                  | Demi Vollering (NED) (route)   | 2e                  |
| 12                  | Mischa Bredewold (NED) (route) | 56e                 |
| 13                  | Elena Cecchini (ITA)           | 48e                 |
| 14                  | Femke Gerritse (NED)           | 4e                  |
| 15                  | Lonneke Uneken (NED)           | AB                  |
| 16                  | Blanka Vas (HUN) (route)       | 85e                 |

| AG Insurance-Soudal Team AGS | AG Insurance-Soudal Team AGS | AG Insurance-Soudal Team AGS |
| ---------------------------- | ---------------------------- | ---------------------------- |
| Num                          | Coureuse                     | Pos                          |
| 21                           | Ashleigh Moolman (RSA)       | 21e                          |
| 22                           | Julie Van de Velde (BEL)     | 44e                          |
| 23                           | Justine Ghekiere (BEL)       | 8e                           |
| 24                           | Sarah Gigante (AUS)          | 32e                          |
| 25                           | Lore De Schepper (BEL)       | 31e                          |
| 26                           | Febe Jooris (BEL)            | AB                           |

| Canyon-SRAM Racing CSR | Canyon-SRAM Racing CSR    | Canyon-SRAM Racing CSR |
| ---------------------- | ------------------------- | ---------------------- |
| Num                    | Coureuse                  | Pos                    |
| 31                     | Jule Märkl (GER)          | AB                     |
| 32                     | Tiffany Cromwell (AUS)    | 17e                    |
| 33                     | Justyna Czapla (GER)      | AB                     |
| 34                     | Anastasiya Kolesava (BLR) | 65e                    |
| 35                     | Alex Morrice (GBR)        | AB                     |

| FDJ-Suez FST | FDJ-Suez FST            | FDJ-Suez FST |
| ------------ | ----------------------- | ------------ |
| Num          | Coureuse                | Pos          |
| 41           | Alessia Vigilia (ITA)   | 51e          |
| 42           | Loes Adegeest (NED)     | 25e          |
| 43           | Nina Buysman (NED)      | 70e          |
| 44           | Coralie Demay (FRA)     | 79e          |
| 45           | Amber Kraak (NED)       | 6e           |
| 46           | Lauren Molengraaf (NED) | AB           |

| Fenix-Deceuninck FED | Fenix-Deceuninck FED          | Fenix-Deceuninck FED |
| -------------------- | ----------------------------- | -------------------- |
| Num                  | Coureuse                      | Pos                  |
| 51                   | Yara Kastelijn (NED)          | 9e                   |
| 52                   | Olha Kulynych (UKR)           | 72e                  |
| 53                   | Flora Perkins (GBR)           | 42e                  |
| 54                   | Pauliena Rooijakkers (NED)    | 19e                  |
| 55                   | Carina Schrempf (AUT) (route) | 37e                  |
| 56                   | Sophie Wright (GBR)           | 69e                  |

| Human Powered Health HPH | Human Powered Health HPH | Human Powered Health HPH |
| ------------------------ | ------------------------ | ------------------------ |
| Num                      | Coureuse                 | Pos                      |
| 61                       | Julia Biryukova (UKR)    | AB                       |
| 62                       | Katia Ragusa (ITA)       | 54e                      |
| 63                       | Ruth Edwards (USA)       | 83e                      |
| 64                       | Barbara Malcotti (ITA)   | 26e                      |
| 65                       | Marit Raaijmakers (NED)  | AB                       |
| 66                       | Silvia Zanardi (ITA)     | AB                       |

| Lidl-Trek LTK | Lidl-Trek LTK                      | Lidl-Trek LTK |
| ------------- | ---------------------------------- | ------------- |
| Num           | Coureuse                           | Pos           |
| 71            | Elisa Longo Borghini (ITA) (route) | 1re           |
| 72            | Brodie Chapman (AUS)               | 16e           |
| 73            | Ilaria Sanguineti (ITA)            | AB            |
| 74            | Gaia Realini (ITA)                 | 27e           |
| 75            | Amanda Spratt (AUS)                | 23e           |
| 76            | Shirin van Anrooij (NED)           | 5e            |

| Liv AlUla Jayco LAJ | Liv AlUla Jayco LAJ       | Liv AlUla Jayco LAJ |
| ------------------- | ------------------------- | ------------------- |
| Num                 | Coureuse                  | Pos                 |
| 81                  | Mavi García (ESP) (route) | 14e                 |
| 82                  | Caroline Andersson (SWE)  | 12e                 |
| 83                  | Ingvild Gåskjenn (NOR)    | 15e                 |
| 84                  | Jeanne Korevaar (NED)     | 75e                 |
| 85                  | Alexandra Manly (AUS)     | 3e                  |
| 86                  | Anna Trevisi (ITA)        | AB                  |

| Movistar Team MOV | Movistar Team MOV          | Movistar Team MOV |
| ----------------- | -------------------------- | ----------------- |
| Num               | Coureuse                   | Pos               |
| 91                | Olivia Baril (CAN)         | 38e               |
| 92                | Jelena Erić (SRB) (route)  | 43e               |
| 93                | Sara Martín (ESP)          | 61e               |
| 94                | Mareille Meijering (NED)   | 33e               |
| 95                | Paula Patiño (COL) (route) | 28e               |
| 96                | Floortje Mackaij (NED)     | 74e               |

| Roland CGS | Roland CGS                   | Roland CGS |
| ---------- | ---------------------------- | ---------- |
| Num        | Coureuse                     | Pos        |
| 101        | Tamara Dronova (RUS) (route) | 22e        |
| 102        | Natalie Grinczer (GBR)       | 41e        |
| 103        | Elena Hartmann (SUI)         | 45e        |
| 104        | Elena Pirrone (ITA)          | 62e        |

| Team dsm-firmenich PostNL DFP | Team dsm-firmenich PostNL DFP | Team dsm-firmenich PostNL DFP |
| ----------------------------- | ----------------------------- | ----------------------------- |
| Num                           | Coureuse                      | Pos                           |
| 111                           | Francesca Barale (ITA)        | 49e                           |
| 112                           | Eleonora Ciabocco (ITA)       | 7e                            |
| 113                           | Josie Nelson (GBR)            | 76e                           |
| 114                           | Églantine Rayer (FRA)         | 60e                           |
| 115                           | Becky Storrie (GBR)           | 81e                           |
| 116                           | Elise Uijen (NED)             | AB                            |

| Uno-X Mobility UXM | Uno-X Mobility UXM             | Uno-X Mobility UXM |
| ------------------ | ------------------------------ | ------------------ |
| Num                | Coureuse                       | Pos                |
| 121                | Susanne Andersen (NOR) (route) | 39e                |
| 122                | Solbjørk Minke Anderson (DEN)  | 35e                |
| 123                | Simone Boilard (CAN)           | 20e                |
| 124                | Marte Berg Edseth (NOR)        | 50e                |
| 125                | Anouska Koster (NED)           | 63e                |
| 126                | Mie Bjørndal Ottestad (NOR)    | AB                 |

| Bepink-Bongioanni BPK | Bepink-Bongioanni BPK               | Bepink-Bongioanni BPK |
| --------------------- | ----------------------------------- | --------------------- |
| Num                   | Coureuse                            | Pos                   |
| 132                   | Angela Oro (ITA)                    | AB                    |
| 133                   | Carmela Cipriani (ITA)              | AB                    |
| 134                   | Karolina Karasiewicz (POL)          | AB                    |
| 135                   | Prisca Savi (ITA)                   | AB                    |
| 136                   | Ana Vitória Magalhães (BRA) (route) | AB                    |

| Chevalmeire CHE | Chevalmeire CHE        | Chevalmeire CHE |
| --------------- | ---------------------- | --------------- |
| Num             | Coureuse               | Pos             |
| 141             | Jana Dobbelaere (BEL)  | AB              |
| 143             | Cleo Kiekens (BEL)     | AB              |
| 144             | Hanna Nilsson (SWE)    | 59e             |
| 145             | Emily Watts (AUS)      | 80e             |
| 146             | Antonia Gröndahl (FIN) | 78e             |

| Cofidis COF | Cofidis COF               | Cofidis COF |
| ----------- | ------------------------- | ----------- |
| Num         | Coureuse                  | Pos         |
| 151         | Julie Bego (FRA)          | 11e         |
| 152         | Morgane Coston (FRA)      | 29e         |
| 153         | Alana Castrique (BEL)     | AB          |
| 154         | Nikola Nosková (CZE)      | 40e         |
| 155         | Flavie Boulais (FRA)      | AB          |
| 156         | Kirstie van Haaften (NED) | AB          |

| EF Education-Cannondale EFC | EF Education-Cannondale EFC | EF Education-Cannondale EFC |
| --------------------------- | --------------------------- | --------------------------- |
| Num                         | Coureuse                    | Pos                         |
| 161                         | Kim Cadzow (NZL)            | AB                          |
| 162                         | Kristen Faulkner (USA)      | NP                          |
| 163                         | Letizia Borghesi (ITA)      | 18e                         |
| 164                         | Coryn Labecki (USA)         | 84e                         |
| 165                         | Clara Koppenburg (GER)      | 82e                         |
| 166                         | Magdeleine Vallieres (CAN)  | 36e                         |

| Hess Cycling Team HCT | Hess Cycling Team HCT  | Hess Cycling Team HCT |
| --------------------- | ---------------------- | --------------------- |
| Num                   | Coureuse               | Pos                   |
| 171                   | Sara Casasola (ITA)    | 77e                   |
| 172                   | Liv Wenzel (LUX)       | AB                    |
| 173                   | Nicole Frain (AUS)     | 67e                   |
| 174                   | Rotem Gafinovitz (ISR) | AB                    |
| 175                   | Grace Lister (GBR)     | AB                    |
| 176                   | Alice McWilliam (GBR)  | AB                    |

| Lifeplus Wahoo LPW | Lifeplus Wahoo LPW         | Lifeplus Wahoo LPW |
| ------------------ | -------------------------- | ------------------ |
| Num                | Coureuse                   | Pos                |
| 181                | Ella Jamieson (GBR)        | AB                 |
| 182                | Eluned King (GBR)          | AB                 |
| 183                | Heidi Franz (USA)          | 66e                |
| 184                | Alicia González (ESP)      | AB                 |
| 185                | Babette van der Wolf (NED) | NP                 |
| 186                | Karin Söderqvist (SWE)     | 55e                |

| Lotto Dstny Ladies LDL | Lotto Dstny Ladies LDL      | Lotto Dstny Ladies LDL |
| ---------------------- | --------------------------- | ---------------------- |
| Num                    | Coureuse                    | Pos                    |
| 191                    | Audrey De Keersmaeker (BEL) | 73e                    |
| 192                    | Maureen Arens (NED)         | AB                     |
| 193                    | Mieke Docx (BEL)            | AB                     |
| 194                    | Alberte Greve (DEN)         | AB                     |
| 195                    | Quinty van de Guchte (NED)  | 57e                    |
| 196                    | Anna van Wersch (NED)       | AB                     |

| Proximus-Cyclis CT ___ | Proximus-Cyclis CT ___ | Proximus-Cyclis CT ___ |
| ---------------------- | ---------------------- | ---------------------- |
| Num                    | Coureuse               | Pos                    |
| 201                    | Amber Aernouts (NED)   | AB                     |
| 202                    | Marieke de Groot (NED) | NP                     |
| 203                    | Lone Meertens (BEL)    | AB                     |
| 204                    | Febe Poppe (BEL)       | AB                     |
| 205                    | Adèle Hurteloup (FRA)  | AB                     |

| Team Coop-Repsol HPU | Team Coop-Repsol HPU          | Team Coop-Repsol HPU |
| -------------------- | ----------------------------- | -------------------- |
| Num                  | Coureuse                      | Pos                  |
| 211                  | India Grangier (FRA)          | 24e                  |
| 212                  | Stine Dale (NOR)              | AB                   |
| 213                  | Tiril Jørgensen (NOR)         | AB                   |
| 214                  | Sigrid Ytterhus Haugset (NOR) | 58e                  |
| 215                  | Stina Kagevi (SWE)            | AB                   |
| 216                  | Magdalene Lind (NOR)          | AB                   |

| Team Komugi-Grand Est GEK | Team Komugi-Grand Est GEK | Team Komugi-Grand Est GEK |
| ------------------------- | ------------------------- | ------------------------- |
| Num                       | Coureuse                  | Pos                       |
| 221                       | Eyeru Tesfoam Gebru (ETH) | AB                        |
| 222                       | Victoire Joncheray (FRA)  | AB                        |
| 223                       | Anabel Yapura (ARG)       | AB                        |
| 225                       | Laury Milette (CAN)       | AB                        |
| 226                       | Josephine Peloquin (CAN)  | AB                        |

| VolkerWessels VWT | VolkerWessels VWT           | VolkerWessels VWT |
| ----------------- | --------------------------- | ----------------- |
| Num               | Coureuse                    | Pos               |
| 231               | Anne Dijkstra (NED)         | 30e               |
| 232               | Scarlett Souren (NED)       | 64e               |
| 233               | Anne Knijnenburg (NED)      | 71e               |
| 234               | Sabrina Stultiens (NED)     | 34e               |
| 235               | Laura Molenaar (NED)        | 47e               |
| 236               | Margot Vanpachtenbeke (BEL) | 10e               |

| UAE Team ADQ UAD | UAE Team ADQ UAD          | UAE Team ADQ UAD |
| ---------------- | ------------------------- | ---------------- |
| Num              | Coureuse                  | Pos              |
| 1                | Alena Amialiusik (BLR)    | 46e              |
| 2                | Sofia Bertizzolo (ITA)    | 53e              |
| 3                | Eleonora Gasparrini (ITA) | 13e              |
| 4                | Mikayla Harvey (NZL)      | 52e              |
| 5                | Alena Ivanchenko (RUS)    | 68e              |

| SD Worx-Protime SDW | SD Worx-Protime SDW            | SD Worx-Protime SDW |
| ------------------- | ------------------------------ | ------------------- |
| Num                 | Coureuse                       | Pos                 |
| 11                  | Demi Vollering (NED) (route)   | 2e                  |
| 12                  | Mischa Bredewold (NED) (route) | 56e                 |
| 13                  | Elena Cecchini (ITA)           | 48e                 |
| 14                  | Femke Gerritse (NED)           | 4e                  |
| 15                  | Lonneke Uneken (NED)           | AB                  |
| 16                  | Blanka Vas (HUN) (route)       | 85e                 |

| AG Insurance-Soudal Team AGS | AG Insurance-Soudal Team AGS | AG Insurance-Soudal Team AGS |
| ---------------------------- | ---------------------------- | ---------------------------- |
| Num                          | Coureuse                     | Pos                          |
| 21                           | Ashleigh Moolman (RSA)       | 21e                          |
| 22                           | Julie Van de Velde (BEL)     | 44e                          |
| 23                           | Justine Ghekiere (BEL)       | 8e                           |
| 24                           | Sarah Gigante (AUS)          | 32e                          |
| 25                           | Lore De Schepper (BEL)       | 31e                          |
| 26                           | Febe Jooris (BEL)            | AB                           |

| Canyon-SRAM Racing CSR | Canyon-SRAM Racing CSR    | Canyon-SRAM Racing CSR |
| ---------------------- | ------------------------- | ---------------------- |
| Num                    | Coureuse                  | Pos                    |
| 31                     | Jule Märkl (GER)          | AB                     |
| 32                     | Tiffany Cromwell (AUS)    | 17e                    |
| 33                     | Justyna Czapla (GER)      | AB                     |
| 34                     | Anastasiya Kolesava (BLR) | 65e                    |
| 35                     | Alex Morrice (GBR)        | AB                     |

| FDJ-Suez FST | FDJ-Suez FST            | FDJ-Suez FST |
| ------------ | ----------------------- | ------------ |
| Num          | Coureuse                | Pos          |
| 41           | Alessia Vigilia (ITA)   | 51e          |
| 42           | Loes Adegeest (NED)     | 25e          |
| 43           | Nina Buysman (NED)      | 70e          |
| 44           | Coralie Demay (FRA)     | 79e          |
| 45           | Amber Kraak (NED)       | 6e           |
| 46           | Lauren Molengraaf (NED) | AB           |

| Fenix-Deceuninck FED | Fenix-Deceuninck FED          | Fenix-Deceuninck FED |
| -------------------- | ----------------------------- | -------------------- |
| Num                  | Coureuse                      | Pos                  |
| 51                   | Yara Kastelijn (NED)          | 9e                   |
| 52                   | Olha Kulynych (UKR)           | 72e                  |
| 53                   | Flora Perkins (GBR)           | 42e                  |
| 54                   | Pauliena Rooijakkers (NED)    | 19e                  |
| 55                   | Carina Schrempf (AUT) (route) | 37e                  |
| 56                   | Sophie Wright (GBR)           | 69e                  |

| Human Powered Health HPH | Human Powered Health HPH | Human Powered Health HPH |
| ------------------------ | ------------------------ | ------------------------ |
| Num                      | Coureuse                 | Pos                      |
| 61                       | Julia Biryukova (UKR)    | AB                       |
| 62                       | Katia Ragusa (ITA)       | 54e                      |
| 63                       | Ruth Edwards (USA)       | 83e                      |
| 64                       | Barbara Malcotti (ITA)   | 26e                      |
| 65                       | Marit Raaijmakers (NED)  | AB                       |
| 66                       | Silvia Zanardi (ITA)     | AB                       |

| Lidl-Trek LTK | Lidl-Trek LTK                      | Lidl-Trek LTK |
| ------------- | ---------------------------------- | ------------- |
| Num           | Coureuse                           | Pos           |
| 71            | Elisa Longo Borghini (ITA) (route) | 1re           |
| 72            | Brodie Chapman (AUS)               | 16e           |
| 73            | Ilaria Sanguineti (ITA)            | AB            |
| 74            | Gaia Realini (ITA)                 | 27e           |
| 75            | Amanda Spratt (AUS)                | 23e           |
| 76            | Shirin van Anrooij (NED)           | 5e            |

| Liv AlUla Jayco LAJ | Liv AlUla Jayco LAJ       | Liv AlUla Jayco LAJ |
| ------------------- | ------------------------- | ------------------- |
| Num                 | Coureuse                  | Pos                 |
| 81                  | Mavi García (ESP) (route) | 14e                 |
| 82                  | Caroline Andersson (SWE)  | 12e                 |
| 83                  | Ingvild Gåskjenn (NOR)    | 15e                 |
| 84                  | Jeanne Korevaar (NED)     | 75e                 |
| 85                  | Alexandra Manly (AUS)     | 3e                  |
| 86                  | Anna Trevisi (ITA)        | AB                  |

| Movistar Team MOV | Movistar Team MOV          | Movistar Team MOV |
| ----------------- | -------------------------- | ----------------- |
| Num               | Coureuse                   | Pos               |
| 91                | Olivia Baril (CAN)         | 38e               |
| 92                | Jelena Erić (SRB) (route)  | 43e               |
| 93                | Sara Martín (ESP)          | 61e               |
| 94                | Mareille Meijering (NED)   | 33e               |
| 95                | Paula Patiño (COL) (route) | 28e               |
| 96                | Floortje Mackaij (NED)     | 74e               |

| Roland CGS | Roland CGS                   | Roland CGS |
| ---------- | ---------------------------- | ---------- |
| Num        | Coureuse                     | Pos        |
| 101        | Tamara Dronova (RUS) (route) | 22e        |
| 102        | Natalie Grinczer (GBR)       | 41e        |
| 103        | Elena Hartmann (SUI)         | 45e        |
| 104        | Elena Pirrone (ITA)          | 62e        |

| Team dsm-firmenich PostNL DFP | Team dsm-firmenich PostNL DFP | Team dsm-firmenich PostNL DFP |
| ----------------------------- | ----------------------------- | ----------------------------- |
| Num                           | Coureuse                      | Pos                           |
| 111                           | Francesca Barale (ITA)        | 49e                           |
| 112                           | Eleonora Ciabocco (ITA)       | 7e                            |
| 113                           | Josie Nelson (GBR)            | 76e                           |
| 114                           | Églantine Rayer (FRA)         | 60e                           |
| 115                           | Becky Storrie (GBR)           | 81e                           |
| 116                           | Elise Uijen (NED)             | AB                            |

| Uno-X Mobility UXM | Uno-X Mobility UXM             | Uno-X Mobility UXM |
| ------------------ | ------------------------------ | ------------------ |
| Num                | Coureuse                       | Pos                |
| 121                | Susanne Andersen (NOR) (route) | 39e                |
| 122                | Solbjørk Minke Anderson (DEN)  | 35e                |
| 123                | Simone Boilard (CAN)           | 20e                |
| 124                | Marte Berg Edseth (NOR)        | 50e                |
| 125                | Anouska Koster (NED)           | 63e                |
| 126                | Mie Bjørndal Ottestad (NOR)    | AB                 |

| Bepink-Bongioanni BPK | Bepink-Bongioanni BPK               | Bepink-Bongioanni BPK |
| --------------------- | ----------------------------------- | --------------------- |
| Num                   | Coureuse                            | Pos                   |
| 132                   | Angela Oro (ITA)                    | AB                    |
| 133                   | Carmela Cipriani (ITA)              | AB                    |
| 134                   | Karolina Karasiewicz (POL)          | AB                    |
| 135                   | Prisca Savi (ITA)                   | AB                    |
| 136                   | Ana Vitória Magalhães (BRA) (route) | AB                    |

| Chevalmeire CHE | Chevalmeire CHE        | Chevalmeire CHE |
| --------------- | ---------------------- | --------------- |
| Num             | Coureuse               | Pos             |
| 141             | Jana Dobbelaere (BEL)  | AB              |
| 143             | Cleo Kiekens (BEL)     | AB              |
| 144             | Hanna Nilsson (SWE)    | 59e             |
| 145             | Emily Watts (AUS)      | 80e             |
| 146             | Antonia Gröndahl (FIN) | 78e             |

| Cofidis COF | Cofidis COF               | Cofidis COF |
| ----------- | ------------------------- | ----------- |
| Num         | Coureuse                  | Pos         |
| 151         | Julie Bego (FRA)          | 11e         |
| 152         | Morgane Coston (FRA)      | 29e         |
| 153         | Alana Castrique (BEL)     | AB          |
| 154         | Nikola Nosková (CZE)      | 40e         |
| 155         | Flavie Boulais (FRA)      | AB          |
| 156         | Kirstie van Haaften (NED) | AB          |

| EF Education-Cannondale EFC | EF Education-Cannondale EFC | EF Education-Cannondale EFC |
| --------------------------- | --------------------------- | --------------------------- |
| Num                         | Coureuse                    | Pos                         |
| 161                         | Kim Cadzow (NZL)            | AB                          |
| 162                         | Kristen Faulkner (USA)      | NP                          |
| 163                         | Letizia Borghesi (ITA)      | 18e                         |
| 164                         | Coryn Labecki (USA)         | 84e                         |
| 165                         | Clara Koppenburg (GER)      | 82e                         |
| 166                         | Magdeleine Vallieres (CAN)  | 36e                         |

| Hess Cycling Team HCT | Hess Cycling Team HCT  | Hess Cycling Team HCT |
| --------------------- | ---------------------- | --------------------- |
| Num                   | Coureuse               | Pos                   |
| 171                   | Sara Casasola (ITA)    | 77e                   |
| 172                   | Liv Wenzel (LUX)       | AB                    |
| 173                   | Nicole Frain (AUS)     | 67e                   |
| 174                   | Rotem Gafinovitz (ISR) | AB                    |
| 175                   | Grace Lister (GBR)     | AB                    |
| 176                   | Alice McWilliam (GBR)  | AB                    |

| Lifeplus Wahoo LPW | Lifeplus Wahoo LPW         | Lifeplus Wahoo LPW |
| ------------------ | -------------------------- | ------------------ |
| Num                | Coureuse                   | Pos                |
| 181                | Ella Jamieson (GBR)        | AB                 |
| 182                | Eluned King (GBR)          | AB                 |
| 183                | Heidi Franz (USA)          | 66e                |
| 184                | Alicia González (ESP)      | AB                 |
| 185                | Babette van der Wolf (NED) | NP                 |
| 186                | Karin Söderqvist (SWE)     | 55e                |

| Lotto Dstny Ladies LDL | Lotto Dstny Ladies LDL      | Lotto Dstny Ladies LDL |
| ---------------------- | --------------------------- | ---------------------- |
| Num                    | Coureuse                    | Pos                    |
| 191                    | Audrey De Keersmaeker (BEL) | 73e                    |
| 192                    | Maureen Arens (NED)         | AB                     |
| 193                    | Mieke Docx (BEL)            | AB                     |
| 194                    | Alberte Greve (DEN)         | AB                     |
| 195                    | Quinty van de Guchte (NED)  | 57e                    |
| 196                    | Anna van Wersch (NED)       | AB                     |

| Proximus-Cyclis CT ___ | Proximus-Cyclis CT ___ | Proximus-Cyclis CT ___ |
| ---------------------- | ---------------------- | ---------------------- |
| Num                    | Coureuse               | Pos                    |
| 201                    | Amber Aernouts (NED)   | AB                     |
| 202                    | Marieke de Groot (NED) | NP                     |
| 203                    | Lone Meertens (BEL)    | AB                     |
| 204                    | Febe Poppe (BEL)       | AB                     |
| 205                    | Adèle Hurteloup (FRA)  | AB                     |

| Team Coop-Repsol HPU | Team Coop-Repsol HPU          | Team Coop-Repsol HPU |
| -------------------- | ----------------------------- | -------------------- |
| Num                  | Coureuse                      | Pos                  |
| 211                  | India Grangier (FRA)          | 24e                  |
| 212                  | Stine Dale (NOR)              | AB                   |
| 213                  | Tiril Jørgensen (NOR)         | AB                   |
| 214                  | Sigrid Ytterhus Haugset (NOR) | 58e                  |
| 215                  | Stina Kagevi (SWE)            | AB                   |
| 216                  | Magdalene Lind (NOR)          | AB                   |

| Team Komugi-Grand Est GEK | Team Komugi-Grand Est GEK | Team Komugi-Grand Est GEK |
| ------------------------- | ------------------------- | ------------------------- |
| Num                       | Coureuse                  | Pos                       |
| 221                       | Eyeru Tesfoam Gebru (ETH) | AB                        |
| 222                       | Victoire Joncheray (FRA)  | AB                        |
| 223                       | Anabel Yapura (ARG)       | AB                        |
| 225                       | Laury Milette (CAN)       | AB                        |
| 226                       | Josephine Peloquin (CAN)  | AB                        |

| VolkerWessels VWT | VolkerWessels VWT           | VolkerWessels VWT |
| ----------------- | --------------------------- | ----------------- |
| Num               | Coureuse                    | Pos               |
| 231               | Anne Dijkstra (NED)         | 30e               |
| 232               | Scarlett Souren (NED)       | 64e               |
| 233               | Anne Knijnenburg (NED)      | 71e               |
| 234               | Sabrina Stultiens (NED)     | 34e               |
| 235               | Laura Molenaar (NED)        | 47e               |
| 236               | Margot Vanpachtenbeke (BEL) | 10e               |